# استنلی جونز (دوچرخه‌سوار)
استنلی جونز (انگلیسی: Stanley Jones; ۲۴ مارس ۱۸۸۸ – ۹ مارس ۱۹۶۲) دوچرخه‌سوار اهل بریتانیا بود. وی در بازی‌های المپیک تابستانی ۱۹۱۲ شرکت کرده است.